# Parathyastus flavoguttatus
Parathyastus flavoguttatus là một loài bọ cánh cứng trong họ Cerambycidae.